# Norrköping-Bråvalla flygplats
Norrköping-Bråvalla flygplats är en militär flygplats belägen väster om Norrköping i nära anslutning till E4.

## Verksamhet
Flygplatsen användes mellan åren 1945 och 1994 av Bråvalla flygflottilj (F 13). Flottiljen avvecklades officiellt den 30 juni 1994. Och från den 1 juli 1994 övergick hela kasernområdet till Norrköpings kommun, medan hangarer och flygfält övergick till ett detachement till F 17 i Kallinge.
Efter att flottiljen avvecklades kom flygplatsen att sorteras under Blekinge flygflottilj (F 17). Fram till år 1999 fanns det kvar en bastropp på flygfältet, vilken hade i uppgift att betjäna landande flygplan samt att hålla basen i ett bra skick. Efter att bastroppen försvann, kom flygfältet att betjänas under ett par år av markorganisationen i Linköping. Detta endast vid de tillfällen som det förekom övningar vid flygfältet.
Fram till år 2000 var den den militära delen av flottiljen ett flygvapenspecifikt förråd. Från år 2000 är flygplatsen stängd och blev förrådsplats för hela Försvarsmakten, då gammal och övertaligt materiel samlades på flygfältet till försäljning. Bland annat såldes och skänktes bort uppåt 22 000 fordon någonting som setts som tveksamt ur miljösynpunkt. Fortifikationsverket hade planer på att avveckla området under 2009. Delar av flygplatsen används fortfarande som förråd, och tillhör Försvarsmaktens logistik. På de delar som tillhör kommunen arrangerades 2013–2017 Bråvalla festival.
Från och med 2024 kommer gamla F13-området återigen att börja användas av Försvarsmakten. 

## Hangarer

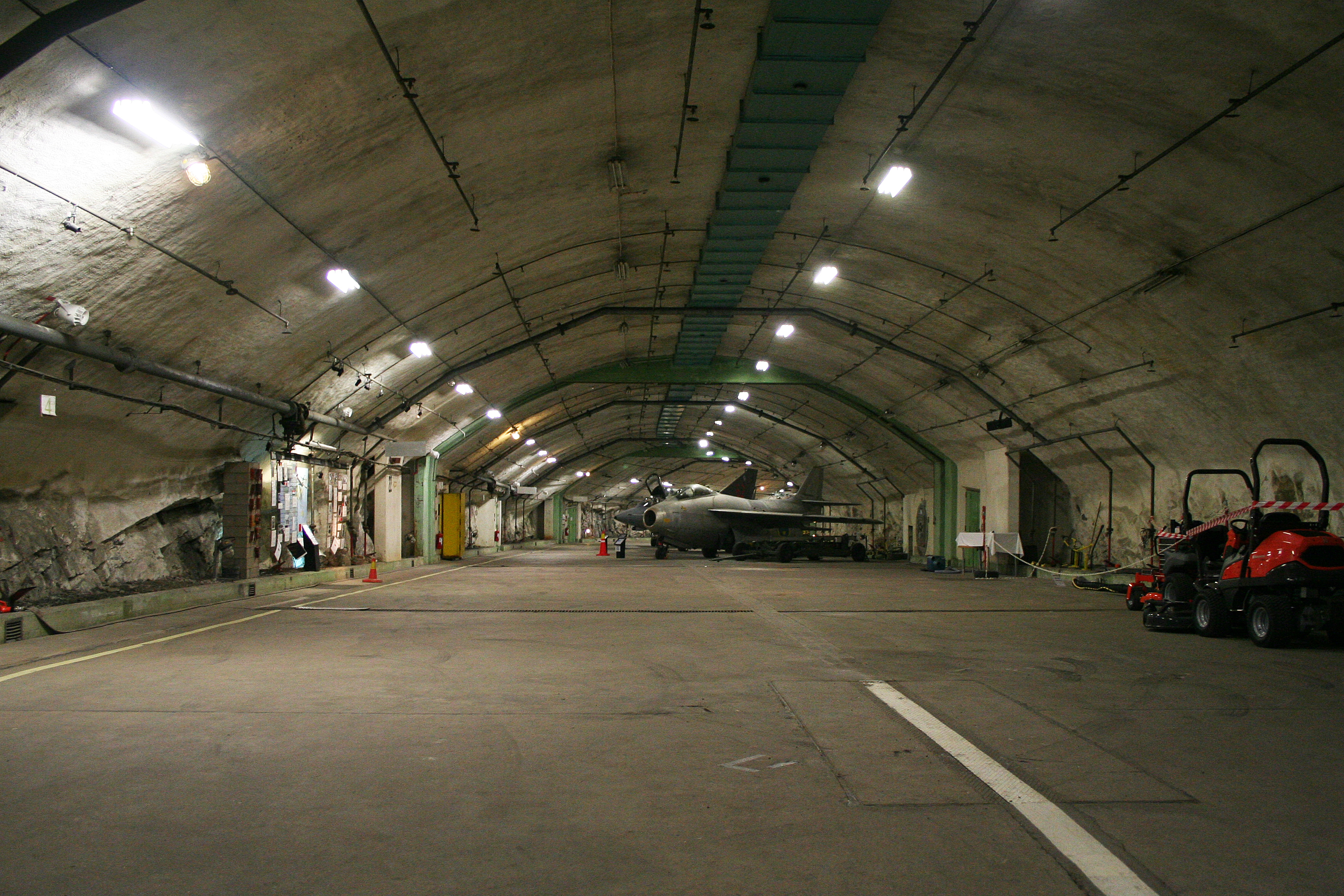
Huvudtunneln vid liknande berghangar vid Säve flygbas

F 13 var en av fem flottiljer där berghangaranläggningar byggdes. Under början av 1950-talet påbörjades byggnationen av bergshangaren, vilken byggde på 1948 års utbyggnadsplan. I planen för Norrköping visade det sig att ett berg närmre bansystemet var av bättre kvalitet än vad man förmodat. I det första föreslagna berget byggdes istället några år senare luftförsvarscentralen LFC O1 "Höken". Berghangarerna i Sverige stod alla färdiga att tas i bruk år 1959. Bergshangaren vid F 13 var från början anpassad till att rymma 65 flygplan. Under 1960-talet modifierades berghangaren för att kunna rymma J 35 Draken och senare JA 37 Viggen. Under 1987-89 modifierades berghangaren en tredje gång, då för att anpassa den till JAS 39 Gripen, som flottiljen planerade att ombeväpnas till. Anpassningen av hangaren var helt färdig år 1991. Då flottiljen avvecklades tre år senare, upphörde freds- och krigsanvändningen av bergshangaren. Istället kom Flygvapnet förrådsställa övertaliga stridsflygplan och senare blev det förråd för hela Försvarsmakten. Bergshangaren i sig är helt nedsänkt från markytan, och har två 300–500 meter långa lutande uppfartstunnlar, vilka är sammankopplade med huvudtunneln, vilken är hästskoformad. Längst ned i huvudtunneln finns ett antal sidotunnlar. Totalt är anläggningen på cirka 22.000-24.000 m2.
Utöver berghangaren anlades en betonghangar med förstärkta hangarportar, år 1978 anlades en ny flottiljverkstad, vilken var anpassad till Viggen-systemet, och 1982 anlades en ny servicehangar. Vidare fanns det ett antal jordkulor för förvaring av flygplan.

## Rullbanorna
Rullbanorna består av två stycken, vilka ligger i 90 graders vinkel till varandra, i ett kryss. Efter att flottiljen lades ner var rullbanorna öppna fram till 2002, då bana 15/33 stängdes. Båda banorna är sedan dess markerad som kryssad bana, vilket markerar från luften att den är stängd.